# Peter Godfrey-Smith
Peter Godfrey-Smith (Sydney, 1965) é um filósofo da ciência e escritor australiano. 
Trabalha principalmente em filosofia da biologia e filosofia da mente, e também tem interesse em filosofia geral da ciência, pragmatismo (especialmente o trabalho de John Dewey), e algumas partes da metafísica e epistemologia.

## Biografia
Nascido em Sydney, em 1965, Peter se formou pela Universidade de Sydney, obtendo um doutorado em filosofia pela Universidade da Califórnia em San Diego, em 1991. Foi professor da Universidade Harvard e Universidade Stanford.
Atualmente é professor de História e Filosofia da Ciência na Universidade de Sydney.